# Hraniční přechod Erez
Hraniční přechod Erez (hebrejsky: מעבר ארז, Ma'avar Erez) je hraniční přechod mezi Izraelem a pásmem Gazy určený pro silniční přepravu.
Nachází se na v nadmořské výšce cca 30 metrů cca 12 kilometrů jižně od Aškelonu a cca 9 kilometrů severovýchodně od města Gaza. Na dopravní síť je na izraelské straně napojen pomocí dálnice číslo 4.

## Dějiny

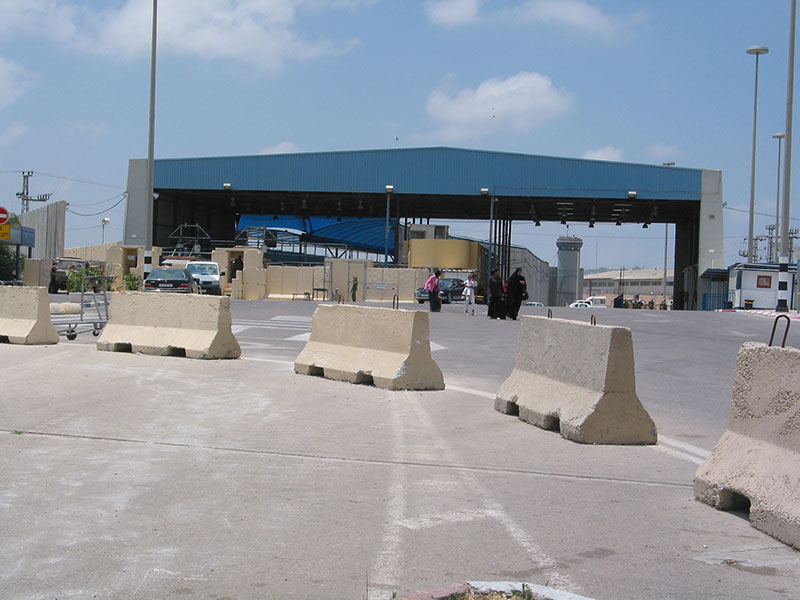
Budova hraničního přechodu Erez

Hraniční přechod Erez slouží jako jeden z mála hraničních přechodů mezi Izraelem a pásmem Gazy. Procházet tudy smějí pouze občané palestinských území, Egypta a zahraniční občané (zejména pracovníci humanitárních organizací). Izraelcům je vstup zakázán.
Už po roce 1967, kdy Izrael obsadil pásmo Gazy, sloužila tato dopravní tepna jako jedna z hlavním linií výměny zboží a osob mezi vlastním Izraelem a Gazou. Poblíž přechodu vyrostla na gazské straně průmyslová zóna Erez. 
Jako jedno z hlavních míst kontaktu mezi Izraelci a palestinskými obyvateli pásma Gazy zde opakovaně docházelo k útokům. 
V lednu 1994 byl v průmyslové zóně Erez ubodán palestinským útočníkem jeden muž. K akci se přihlásilo hnutí Hamás. Totéž hnutí stálo za zastřelením dvou izraelských vojáků cca 1 kilometr jižně od hraničního přechodu v květnu 1994. 
Dne 17. července 1994 vypukly u hraničního přechodu palestinské nepokoje (srážky palestinských dělníků a izraelských vojáků), při kterých palestinský policista zastřelil izraelského vojáka. 
Po vypuknutí druhé intifády incidentů a konfrontace přibylo. 
V listopadu 2000 tu byl zastřelen izraelský drúzský voják. 
V dubnu 2002 zaútočil na objekt hraničního přechodu palestinský střelec. Zabil jednoho izraelského hraničního policistu a dalšího Izraelce. Čtyři lidi byli zraněni. K akci se přihlásil Palestinský islámský džihád. 
Téhož měsíce následovala přestřelka mezi Izraelci a palestinskými ozbrojenci. Zemřel jeden izraelský voják a palestinský útočník. Na jeho těle byl pak nalezen pás výbušnin připravený k sebevražednému útoku. K této akci se přihlásila organizace Brigády mučedníků Al-Aksá. 
V červnu 2003 pronikli Palestinci přestrojení za vojáky izraelské armády k izraelské hlídce poblíž přechodu. V nastalé přestřelce byli zabiti čtyři izraelští vojáci. Akci podpořilo hnutí Hamás, Brigády mučedníků Al-Aksá i Palestinský islámský džihád. 14. ledna 2004 se přímo v prostoru přechodu odpálila sebevražedná atentátnice, která zabila čtyři a zranila deset Izraelců. Po útoku následovalo společné přihlášení se k akci od Brigád mučedníků Al-Aksá i Hamásu.
Palestinské útoky i izraelské odvetné zásahy vedly k častému odstavování hraničního přechodu Erez z provozu. 20. ledna 2004 při izraelské střelbě na dav lidí čekajících na povolení k odbavení bylo zraněno 25 Palestinců. 
V únoru téhož roku se tu při tlačenici v davu udusil jeden Palestinec.
Dva mrtvé Izraelce si vyžádala střelba poblíž přechodu v únoru 2004, ke které se přihlásily Brigády mučedníků Al-Aksá. 
V dubnu 2004 následoval další sebevražedný útok. Tentokrát zemřel jeden Izraelec. Akci opět podpořily Brigády mučedníků od Al-Aksá i Hamás. 
V lednu 2005 zabil jednoho Izraelce granát odpálený Hamásem na průmyslovou zónu Erez.
Situace se dále zkomplikovala po provedení jednostranného stažení Izraele z Gazy v létě roku 2005, po kterém pásmo Gazy postupně bylo ovládnuto hnutím Hamás. V červnu 2005 zde došlo k dalšímu pokusu o palestinský sebevražedný atentát, v září 2005 zde izraelští vojáci zastřelili dva Palestince. V květnu 2008 se palestinští ozbrojenci pokusili zaútočit na objekt přechodu pomocí nákladního vozu.
Počátkem 21. století, zejména po stažení izraelských sil z Gazy, byl přechod postupně doplněn o četná bezpečnostní zařízení, která snižujou možné riziko násilných incidentů. Sestávají z betonových přístupových koridorů, detektorů a automatizované obsluhy, která omezuje kontakt s izraelským personálem na minimum (finální pasová kontrola). Přestavba terminálu stála víc než 35 milionů dolarů.
Hraniční přechod je zároveň místem častých pokojných demonstrací a protestů, a to jak izraelského mírového tábora na izraelské straně, tak Palestinců na gazské straně přechodu. Do Gazy tudy proudí zahraniční pomoc a přechod využívají světová média.